# Tarevci
Tarevci (cyr. Таревци) – wieś w Bośni i Hercegowinie, w Republice Serbskiej, w gminie Modriča. W 2013 roku liczyła 2719 mieszkańców.